# Bernd Herrmann
Bernd Herrmann, född den 22 november 1951 i Hohenkirchen, Hessen, är en västtysk sprinter.
Han tog OS-brons på 400 meters-stafetten vid friidrottstävlingarna 1976 i Montréal.